# Jean de Gaillonet
Jean de Gaillonet ou Adam de Gaillonet, était chevalier, chambellan du roi Charles VI. Il épousa Marguerite de Meudon, fille du chevalier Jean de Meudon. Ses armes étaient de gueules au sautoir d'argent. Sa sœur, Perronelle est abbesse de Port-Royal des Champs de 1375 jusqu'à sa mort en 1395.